# Lisewo (Żukowo)
Lisewo – część wsi Żukowo w Polsce, położona w województwie pomorskim, w powiecie kartuskim, w gminie Żukowo. Wchodzi w skład sołectwa Żukowo-Wieś.
W latach 1975–1998 Lisewo administracyjnie należała do województwa gdańskiego.